# Johann III. (Bremen)
Johann III., auch Johann Rode von Wale (auch Rhode, rufus) (* um 1445 in Bremen; † 4. Dezember 1511 auf Burg Vörde, heute Bremervörde) war von 1497 bis 1511 Erzbischof von Bremen.

## Biografie

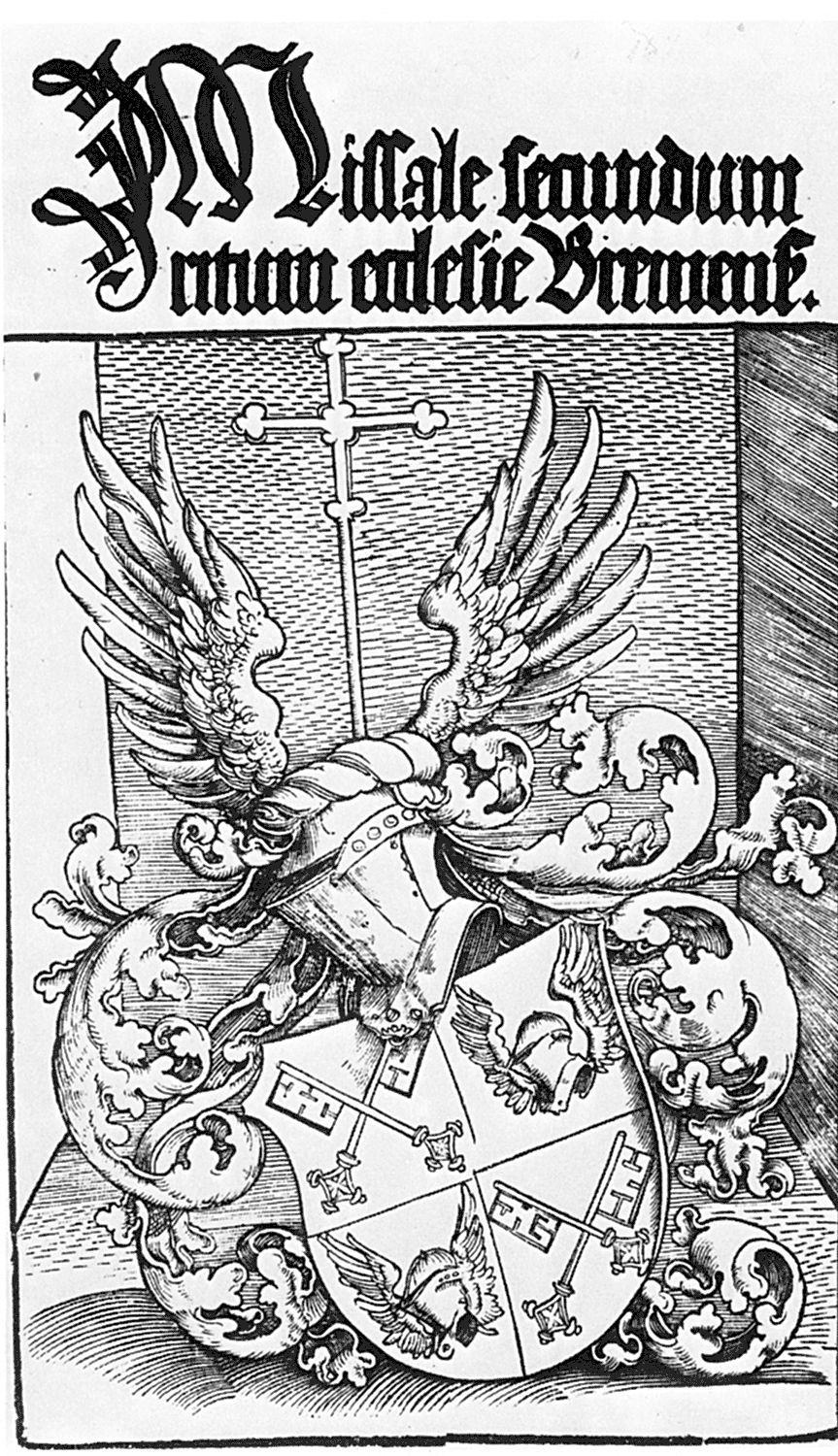
Wappen Johanns III., Titelblatt des Missale secundum ritum ecclesie Bremense, 1511

Rodes Vater Heinrich Rode war von 1484 bis 1496 Ratsherr in Bremen, sein mütterlicher Großvater war der Bürgermeister Borchard Vagedes. Er wuchs in Bremen auf und studierte ab 1465 in Rostock. Zwischen 1468 und 1485 war Rode Domdechant beim Bremer Dom, anschließend war er Dompropst. Während seiner Zeit als Dekan der Bremer Kirche war er seit 1468 in der Universität Erfurt immatrikuliert, wo er 1470 zum Rektor gewählt wurde. 1474 wurde ihm von beiden Universitäten der Doktortitel verliehen.
Am 30. Januar 1497 wurde Rode zum Erzbischof von Bremen gewählt und fortan als Johann III. bezeichnet; er war aufgrund seiner bürgerlichen („städtischen“) Herkunft nach Burchard Grelle der zweite (und letzte) Bürgerliche, der in Bremen zum Bischof gewählt wurde. Gleich bei Antritt seines Amts musste er feststellen, dass er sich ohne militärische Macht im Bremischen nicht durchsetzen konnte, und wandte sich deshalb an Heinrich I. von Braunschweig-Wolfenbüttel. Dafür nahm er dessen 12-jährigen Sohn Christoph von Braunschweig-Lüneburg zum Koadjutor.
Als Magnus I. von Sachsen-Lauenburg gegen Ende der 1400er-Jahre altsächsische Ansprüche an Wursten geltend machte und das Land überfiel, rief Johann III. die Städte Bremen und Hamburg an und trieb Magnus und dessen Unterstützer, auch mit Hilfe der Dithmarscher, aus dem Land. Darauf holte Magnus die Große Garde, auch Schwarze Garde genannt, aus Holland und Ostfriesland zur Hilfe. Erst vor Bremen wurde sie abgewiesen. Bei Verden eroberte sie den Übergang über die Weser, verwüstete das Bremische, insbesondere die Klöster, und einen Teil des Lüneburgischen, und versuchte dann über Lehe (heute ein Stadtteil von Bremerhaven), ins Land Wursten einzudringen. Dort wurden sie bei Weddewarden zurückgeschlagen, woraufhin die Schwarze Garde ins Land Hadeln einmarschierte. Anfang 1500 fanden dann Friedensverhandlungen statt: Die Herzöge von Sachsen-Lauenburg behielten Land Hadeln, die Wurster begaben sich unter die Herrschaft des Erzbischofs, behielten dabei aber weitgehend ihre Unabhängigkeit. Die Schwarze Garde wurde vom dänischen König unter Vertrag genommen, der mit ihr Dithmarschen erobern wollte. Dort wurde sie aber bei der Schlacht bei Hemmingstedt von den Dithmarschern vernichtend geschlagen.
Johann III. versuchte vergebens, verlorengegangene Rechte des Erzstifts wieder zurückzugewinnen. Unter anderem ließ er dazu von 1498 bis 1500 das „Vörder Register“ (Registrum bonorum et Iurium Castri Vorde citra et ultra Oestam, verwahrt im Königlichen Archive zu Stade) erstellen, das die Bezirke des Stiftes Bremen und die landesherrlichen Ansprüche umreißt. Die aufgeführten Bezirke sind: die Börden Oerel, Lamstedt, Mulsum, Bargstedt, Ahlerstedt, Oldendorf, Selsingen, Heeslingen, Sittensen, Elsdorf und Altenwalde, ferner der große Marschbezirk mit den Gerichten in den drei Kirchspielen Osten, Großenwörden und Horst, dem Gericht Vieland und dem Lande Wursten.
Der von Johann III. vorgenommene Ankauf der waldreichen Wingstberge, eines altbillungischen Besitzes, führte Jahrzehnte später (und nach seinem Tod), im Jahr 1544 zur Fehde seines Neffen Johann Rode gegen Johanns Nachfolger Christoph von Braunschweig-Lüneburg, weil dieser unter dem Vorwand, der Besitz sei Kirchgut, es seinem eigenen Sohn Karsten Hillen zuwenden wollte.
1502 ließ Johann III. das alte nördliche Seitenschiff des Langhauses im Bremer Dom durch die heute noch erhaltene Nordschiffhalle ersetzen.
1503 schloss er auf dem Leher Thingplatz in der Nähe der Geestefähre einen 5-jährigen Waffenstillstand mit den Ostfriesen.
Gedenken
- Im Bremer Dom befindet sich ein figürlicher Grabstein von ihm.
- Die Johann-Rode-Straße in Bremen-Borgfeld wurde nach ihm benannt.

## Güter- und Rechte-Verzeichnisse (Auswahl)
Verzeichnisse das  Johann III. erstellen ließ:
- 1498–1500: Registrum bonorum et Iurium Castri Vorde citra et ultra Oestam.

- Siehe auch: Vörder Register
- Wortgetreue Wiedergabe: Wilhelm von Hodenberg: Bremer Geschichtsquellen. Band 2: Das Vörder Register. Celle 1856 (Digitalisat beim GDZ).

- Um 1500: Registrum bonorum et Iurium Ecclesiae Bremensis.

- Wortgetreue Wiedergabe: Richard Cappelle (Bearb.), Heimatbund der Männer vom Morgenstern (Hrsg.): Johannis Rode archiepiscopi Registrum bonorum et Iurium Ecclesiae Bremensis (Johann Roden Bok). Heimatbund der Männer vom Morgenstern, Bremerhaven 1926.